# Брансвик (Северна Каролина)
Брансвик (енгл. Brunswick) град је у америчкој савезној држави Северна Каролина.

## Демографија
По попису из 2010. године број становника је 1.119, што је 759 (210,8%) становника више него 2000. године.
| Група             | 2000.       | 2010.       |
| Белци             | 151 (41,9%) | 370 (33,1%) |
| Афроамериканци    | 198 (55,0%) | 630 (56,3%) |
| Азијати           | 0 (0,0%)    | 4 (0,4%)    |
| Хиспаноамериканци | 3 (0,8%)    | 62 (5,5%)   |
| Укупно            | 360         | 1.119       |